# Крымов, Юрий Соломонович
Ю́рий Соломо́нович Кры́мов (псевдоним; настоящая фамилия — Беклеми́шев, при рождении Копельман; 6(19) января 1908, Санкт-Петербург — 20 сентября 1941,  Богодуховка, Черкасская область) — русский советский писатель. Известен как автор повести «Танкер „Дербент“», считающейся одним из классических произведений, написанным методом советского социалистического реализма.

## Биография

### Детство и юность

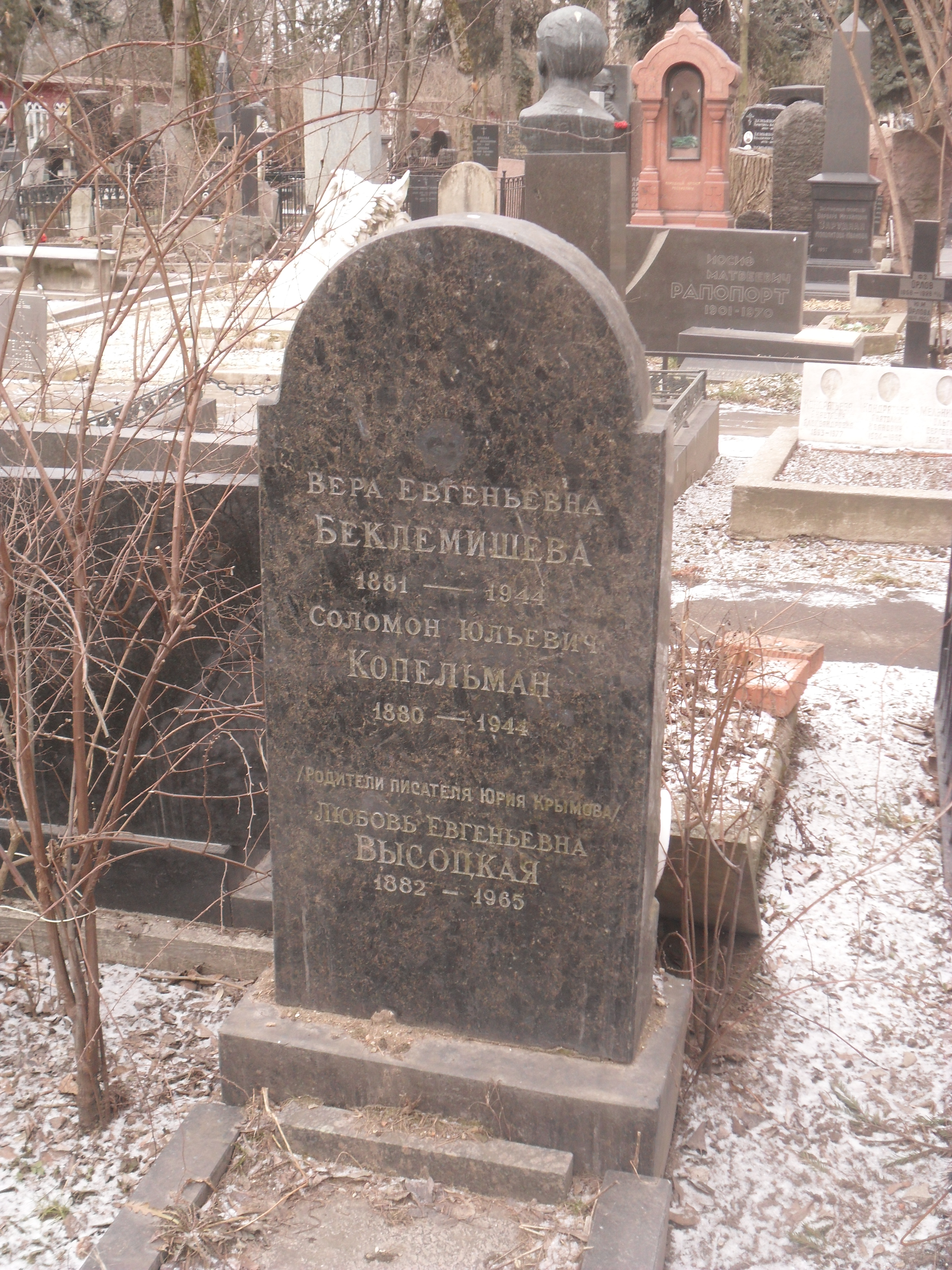
Могила родителей Крымова на Новодевичьем кладбище Москвы.

Родился 6 (19) января 1908 год в Санкт-Петербурге в семье литераторов — С. Ю. Копельмана, одного из основателей издательства «Шиповник», и писательницы В. Е. Беклемишевой. Семья рано распалась, и Юрий, получив фамилию матери, вместе с ней жил сначала во Мстёре Владимирской губернии, а затем в Москве, где учился в Потылихинской опытно-показательной школе-интернате, проявляя способности к физике и математике. Вёл достаточно самостоятельную жизнь: школьником плавал на корабле юнгой, работал мотористом в рыбацкой артели. В школе познакомился с Алексеем Исаевым, будущим известным инженером-конструктором ракетных двигателей. Каждое лето, вместе с детьми Исаевых, Юрий проводил в «Артеке» в Крыму, что и определило его будущий писательский псевдоним.
Дух времени оказал влияние на выпускников коммуны, и Юрий Крымов вместе с большинством товарищей пошёл в технический вуз — физико-математический факультет Московского университета, который окончил в (1930) году. Но уже в университете стала проявляться тяга к писательскому ремеслу

«Вечером после лекций я писал дневники. В них почти отсутствовал элемент личного, скорее это было сухое изложение событий и наброски характеров тех людей, с которыми я сталкивался… Это не было творчеством, даже не накоплением материала для творчества (большую часть записок я сжигал)»— Автобиография.

### Трудовая деятельность
Трудовую деятельность начал электротехником, затем прорабом на строительстве радиостанции. В 1934 году зачислен на должность инженера Центральной лаборатории связи Наркомата путей сообщения, проводил испытания на судоверфях Каспия, где познакомился с работой морского транспорта, верфей, портов и нефтяных промыслов. Заведовал сборочным цехом радиоэлектромоторного завода имени Красина в Москве, где познакомился со своей будущей женой Анной-Марией-Ириной Оскерко, студенткой химического техникума, полькой по национальности. С 1935 года перешёл к научно-исследовательской работе в Московском нефтяном институте, исследовал проблемы дегидрации нефти, стал соавтором изобретения дегидрационной установки.
После публикации «Танкера „Дербент“» и приёма в члены Союза писателей Крымов ещё два года продолжал научную работу, хотя из-за кочевого образа жизни приходилось «писать между делом — в степи, в лаборатории или в спальных вагонах поездов», а потом полностью сосредоточился на писательском труде.

### Литературная деятельность
В 1935 году пробует писать свою первую, ещё не зрелую, повесть «Подвиг». В ней отразилась драматическая судьба друга М. Гинцбурга, спортсмена-автогонщика, попавшего в автокатастрофу и парализованного после тяжёлой травмы позвоночника. Под псевдонимом «Крымов» повесть была послана в журнал «Красная новь», однако была возвращена с резким критическим отзывом и не публиковалась до 1961 года (впервые вышла в сборнике «Тарусские страницы»).
В 1936 году, плавая на танкере «Профинтерн» на Каспии, Крымов с интересом наблюдает возникновение стахановского движения и собирает материал для новой повести «Танкер „Дербент“». Осенью 1937 года повесть была закончена и разослана в журналы «Октябрь», «Новый мир» и «Молодую гвардию», где получила отказ, однако в «Красной нови» литературный консультант, член коллегии журнала Ю.Либединский оценил повесть как хорошее произведение советской литературы, и в марте 1938 года она была принята к печати. Впоследствии повесть получила большой успех и была признана как одно из лучших произведений советской прозы 1930-х годов.
27 июля 1938 года Юрий Крымов был принят в Союз писателей.
В январе 1939 года за выдающиеся успехи в развитии художественной литературы писатель удостоен ордена Трудового Красного Знамени.
По сюжету повести «Танкер Дербент» в соавторстве с драматургом М. Оттемом Крымов пишет пьесу, премьера которой состоялась в июле 1939 года в Центральном театре водного транспорта в постановке В. Канцеля, а в 1940 году книга вышла на английском, немецком и французском языках. В этом же году режиссёром А. Файнциммером и сценаристом С. Ермолинским начинается работа над сценарием фильма «Танкер „Дербент“», который вышел на экран в мае 1941 года. Повесть выдержала около 20 изданий и переведена на многие иностранные языки.
В 1940 году Крымов оставляет научную работу и, полностью переключившись на литературу, задумывает продолжить тему «Танкера „Дербент“» в цикле повестей под общим названием «Люди социалистической индустрии». Следующая повесть «Инженер» вышла перед войной, в 1941 году. В ней поднимается тема бюрократического перерождения человека, погрязшего в чинопочитании и карьеризме. Одновременно писатель работает над следующей книгой цикла — повестью «Подруга», оставшейся недописанной, а также над сценариями «Мост через Алтач» и «Кирьяк», в газете «Правда» печатает очерки «Специалисты», «Новичок».

### Война

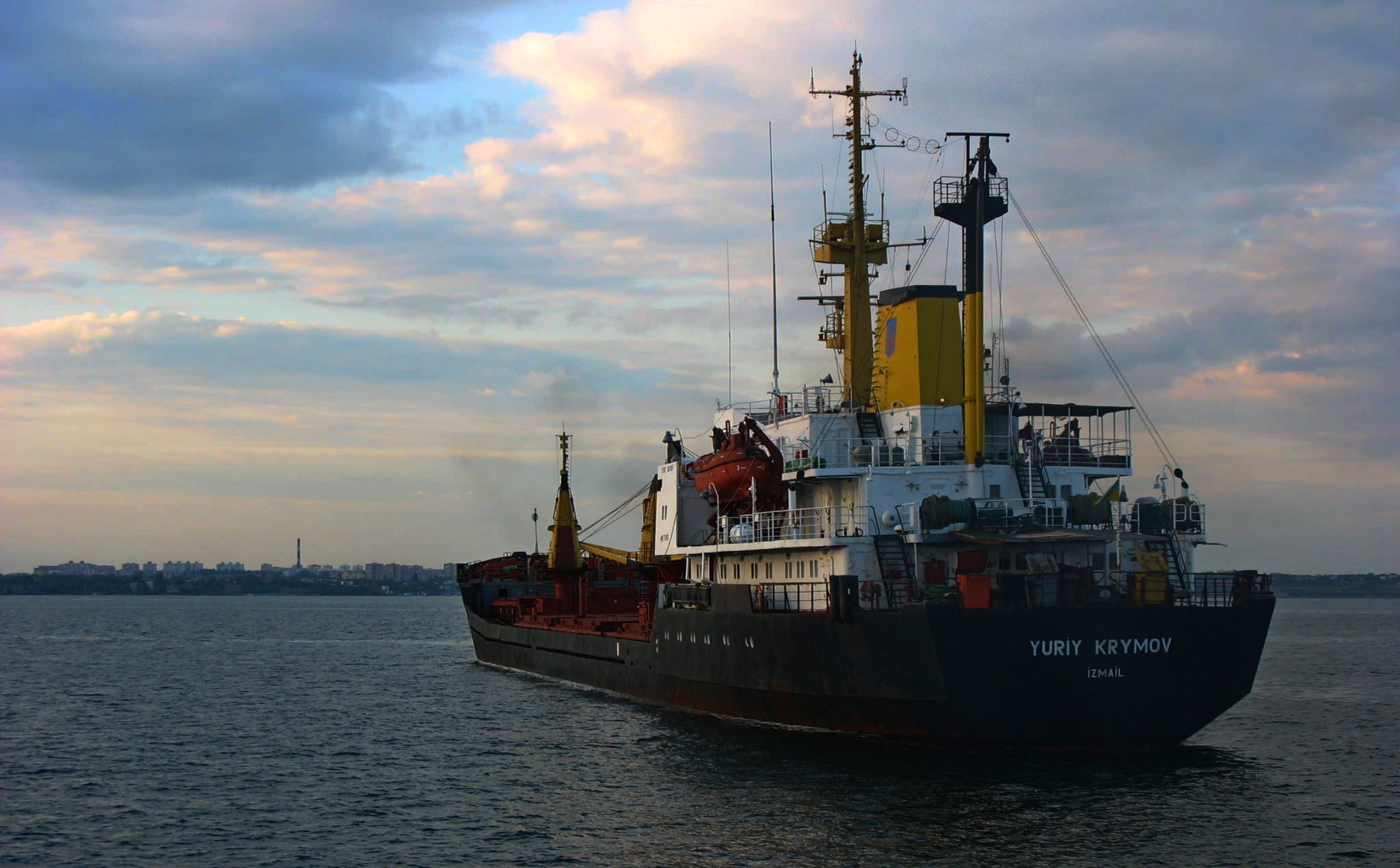
Теплоход, названный в честь Юрия Крымова

В первые дни Великой Отечественной войны, 26 июня 1941 года, Юрий Крымов в одном вагоне с друзьями-писателями М. Розенфельдом, А. Безыменским, В. Аврущенко, Д. Алтаузеном отправляется на фронт добровольцем и назначается сотрудником газеты «Советский патриот» 26-й армии Юго-Западного фронта. Продвигаясь вместе с отступающими войсками, выезжает на передовую и активно пишет военные очерки и статьи, называя богатые фронтовые впечатления «золотым фондом для писателя».
В середине сентября Крымов попал в окружение под Киевом. 19 сентября 1941 года был принят в ВКП(б). Погиб в ночь на 20 сентября во время прорыва из Киевского котла, под селом Богодуховка Черкасской области. Колхозники, ставшие свидетелями последнего боя, похоронили писателя и сохранили документы с последним письмом жене Анне, написанным незадолго до боя. После освобождения документы были отправлены в военкомат, 24 декабря 1943 года в село прибыла комиссия, тела Ю. Крымова и ещё двух лейтенантов, погибших в этом бою, были перезахоронены рядом с братской могилой героев Гражданской войны в центре села Богодуховка, ныне Чернобаевского района Черкасской области Украины. Позднее над могилой был установлен памятник.
Военное звание — интендант 2-го ранга.

### Литературная критика
Произведения Юрия Крымова отличает реалистичная манера письма, основанная на богатом жизненном опыте и серьезной практике учёного-инженера, а также естественный и легкий, без преднамеренных социальных акцентов, психологизм прозы, в котором лирика часто теснит расхожие газетно-публицистические штампы, характерные для творчества того времени. В то же время писатель подвергался критике за несовершенство литературного языка и недостаточную выразительность образов.

Большое внимание, уделяемое Крымову советским литературоведением, объясняется безвременной гибелью Крымова, на талант которого возлагали большие надежды.
— Вольфганг Казак

## Память
О Ю. С. Крымове Н. Д. Оттен написал повесть «Дань».

## Награды и премии
- орден Трудового Красного Знамени (31.01.1939)

## Произведения
- Специалисты («Правда», 14 ноября 1938 г.)
- Подвиг (повесть, впервые опубликована в 1961 г.)
- Танкер «Дербент» (повесть) (1938 г.)
- Новичок («Правда», 29 апреля 1939 г.)
- Инженер (повесть)" (1941 г.)
- Как был разгромлен полк СС [От спец. воен корр. «Правды»], «Правда», 7 августа 1941 г.[11]

## Научные статьи
- Слоним Л. И., Беклемишев Ю. С. Дегидрация нефтяных эмульсий в электрических полях высокой частоты// Нефтяное хозяйство, 1937. — № 12. — С. 6—14.
- Беклемишев Ю. С., Валявский П. В. Дистанционный замер количества продуктов при резервуаре и сигнализации заполнения// Нефтяное хозяйство, 1938. — № 5. — С. 24—26.

## Патент
Патент № 72068: «Установка для дегидрации нефти» (соавторы: с Валявским П. П. и Слоним Л. И.).